# アシュラブレード
『アシュラブレード Sword of Dynasty』 (Asura Blade: Sword of Dynasty) は、フウキ（富貴商会）が1998年にリリースしたアーケード用2D対戦型格闘ゲーム。

## ストーリー
「ASURAの剣」を紛失したある王国の国王が「ASURAの剣を見つけ出した者に報酬を与える」とお触れを出し、それを聞き付けた者達が闘いを繰り広げる。

## システム
押し返し
ガードした瞬間にレバーを前に倒すと相手の攻撃を押し返す。カプコンの格闘ゲームに実装されている「アドバンシングガード」に近いシステム。
吹っ飛ばし攻撃
ボタン2つ同時押しで出る相手を吹き飛ばす強力な攻撃。
ボタン同時押し攻撃
3つ同時押しで発動する特殊な攻撃。キャラクターによって攻撃内容が違う。S・ガイストには用意されていない（吹っ飛ばし攻撃になる）。
武器投げ攻撃
ヤシャオウ、ゴート、ライトニング、ザン-Bが使用。手に持った武器を飛び道具のように投げつける。強力だが、再び拾い直すまで武器が使用できなくなる。
中段攻撃
アリス、ローズマリーが使用。下段ガード不能技。
回り込み
フーティーが使用。相手をすり抜けるように前方へ移動する。
飛び道具攻撃
タロスはロケットパンチ、カーフューは葉巻爆弾で攻撃する。
移動起き上がり
前または後ろに移動しながら起き上がる。カプコンの『ヴァンパイア』にあるシステムとほぼ同じ。
マジックゲージ
時間経過により自動で溜まるパワーゲージ。キャラクターにより最大ストック数が異なる。
強化必殺
マジックゲージを1ブロック消費。必殺技コマンド入力時にボタン2つ同時押しで発動する。必殺技の強化版。
マジックブレイク
マジックゲージMAX時のみ使用可能。ゲージ全消費で発動する、いわゆる「超必殺技」。
マジックブースト
マジックゲージMAX時のみ使用可能。ゲージ全消費で発動し、キャラクターがパワーアップする。キャラクターによって効果は違う。一旦発動するとラウンド終了まで効果が持続するが、代わりに発動中はマジックゲージが消失する。カーフューとS・ガイストには用意されていない。

## 登場キャラクター
ヤシャオウ
声 - 五島清富
本作の主人公。片手に傷がある。
ASURA一族の最強の剣士で、次期族長になれるほどの腕があるが、彼の闘う理由は一生を遊んで暮らせるほどの大金がほしいだけで、次期族長のことについては考えていない。
長いリーチと高い攻撃力をほこる波動昇竜タイプのキャラクター。
ゴート
亡国の王子であるが、両親を殺されたことがトラウマになってしまい、傭兵になる。普段は無口だが、戦闘となるとバーサーカーに変貌する。
高い攻撃力を誇るが、守りに入るとつらい攻撃に特化されたキャラクター。
ライトニング
貴族出身の騎士団長であり二刀流使い。ヤシャオウをライバル視している。
登場キャラクター中、唯一タメコマンドを持つ。
アリス
声 - 小川時代
怪しい実験に明け暮れているネクロマンサーの少女。父親は公爵位を持つ貴族。傍若無人で世間知らず。
小柄な外見に反して飛び道具が多い。
タロス
ASURAの剣を守護していたアイアンゴーレム。ASURAの剣が紛失したため捜索に赴く。いかつい外見に似合わず、意外におとなしめの性格。
体が大きく動きも重いが、攻撃力防御力とともに高くコンボも強力なキャラクター。
ザン-B（ザンビー）
声 - 五島清富
猿のような仮面に巨大な鉤爪を装備した男。「～ギャー」が口癖。かつてとある大盗賊団の首領であったが、今はアリスの父親の使用人となっている。その娘であるアリスに出会ってからは彼女に振り回されてしまっている。
小柄でトリッキーな動きが得意なキャラクター。
フーティー
声 - 小川時代
拳法家の少女。代々拳法を体得する家系に生まれ、彼女も例外なく己の腕を高めている。自身の強さを試すため旅に出た。
スピードが高く、接近戦が得意。
ローズマリー
際どいタイツを身にまとった巨乳の美女。名門貴族の出身だが、幼いころに家族の両親がアリスの父親である大公の罠にはまり、家は没落し、父親は自殺し、母親は病死してしまった。
出自は悲しいものを背負っているが本人の性格に影はなく、好奇心旺盛で退屈を何よりも嫌う。
悪魔召喚士を生業としており、剣魔メルフィストを操る。アリスとは面識関係がない。
ヤシャオウ同様、全体的にバランスが取れている。
カーフュー
本作の中ボスで、遺跡荒らし集団のボス。遺跡荒らし中にうっかりS・ガイストを目覚めさせてしまった。
銃剣を武器として使うだけあって飛び道具系の技が多く、遠距離攻撃が得意。
S・ガイスト（シャドウガイスト）
本作のラスボスで、「大地の竜」の末裔。蛇腹剣を豪快に振り回して戦う。
まともに闘うと強敵だが、遠距離で飛び道具を出されると手も足も出ない。